# Puchar Litwy w piłce siatkowej mężczyzn (2022/2023)
Puchar Litwy w piłce siatkowej mężczyzn 2022 (oficjalnie: LTF vyrų tinklinio taurė 2022) – 62. edycja rozgrywek o siatkarski Puchar Litwy zorganizowana przez Litewski Związek Piłki Siatkowej (Lietuvos tinklinio federacija, LTF). Za jej przebieg odpowiadała Kowieńska Amatorska Liga Piłki Siatkowej (Kauno tinklinio mėgėjų lyga, KTML). Rozgrywki zainaugurowane zostały 17 grudnia 2022 roku. Brało w nich udział 8 drużyn.
Turniej o Puchar Litwy składał się z ćwierćfinałów, półfinałów, meczu o 3. miejsce oraz finału.
Finał oraz mecz o 3. miejsce odbyły się 28 stycznia 2023 roku w hali sportowej Komisariatu Głównego Policji Obwodu Kłajpedzkiego (Klaipėdos apskrities VPK sporto salė) w Gorżdach. Po raz piąty Puchar Litwy zdobył klub Elga-Grafaitė-SC Dubysa, który w finale pokonał Etovis Kelmė. Trzecie miejsce zajęła Sūduva Mariampol.

## System rozgrywek
Puchar Litwy w sezonie 2022/2023 składał się z ćwierćfinałów, półfinałów, meczu o 3. miejsce i finału.
Ćwierćfinałowe pary oraz drabinka na dalszą część turnieju wyłonione zostały w drodze losowania. Drużyny podzielone zostały na dwa koszyki, biorąc pod uwagę rezultaty osiągnięte przez nie w mistrzostwach Litwy w sezonie 2021/2022. Do zespołów z pierwszego koszyka dolosowane zostały te z drugiego koszyka.
| Koszyk 1                | Koszyk 2               |
| ----------------------- | ---------------------- |
| Amber-Arlanga Gorżdy    | Vilniaus universitetas |
| Sūduva Mariampol        | Lušis Volley Rosienie  |
| Elga-Grafaitė-SC Dubysa | Amber Gorżdy 2         |
| Etovis Kelmė            | Alytaus Ultra          |

W ćwierćfinałach drużyny w parach rywalizowały w postaci dwumeczów. O awansie decydowała liczba zwycięstw. Jeżeli oba zespoły wygrały po jednym meczu, rozgrywany był tzw. złoty set grany do 15 punktów z dwoma punktami przewagi jednej z drużyn. Gospodarzem pierwszego spotkania w parze była drużyna wylosowana z drugiego koszyka.
W półfinałach drużyny w parach grały do dwóch zwycięstw. Co do zasady gospodarzem pierwszego i potencjalnie trzeciego meczu był zespół, który zajmował wyższe miejsce w tabeli mistrzostw Litwy po drugiej rundzie fazy zasadniczej, chyba że drużyny ustaliły inną kolejność.
Zwycięzcy w parach półfinałowych rozegrali mecz finałowy o Puchar Litwy, natomiast przegrani rywalizowali o 3. miejsce.

## Drużyny uczestniczące
W Pucharze Litwy w sezonie 2022/2023 uczestniczyło 8 drużyn: 5 grających w grupie A oraz 3 grające w grupie B mistrzostw Litwy.
| Mistrzostwa Litwy – Grupa A (5 drużyn)  | Mistrzostwa Litwy – Grupa A (5 drużyn) |
| --------------------------------------- | -------------------------------------- |
| Amber-Arlanga Gorżdy                    | 4. miejsce                             |
| Elga-Grafaitė-SC Dubysa                 | 1. miejsce                             |
| Etovis Kelmė                            | 2. miejsce                             |
| Sūduva Mariampol                        | 3. miejsce                             |
| Vilniaus universitetas                  | ćwierćfinał                            |
| Mistrzostwa Litwy – Grupa B (3 drużyny) |                                        |
| Amber Gorżdy 2                          | ćwierćfinał                            |
| Lušis Volley Rosienie                   | ćwierćfinał                            |
| Alytaus Ultra                           | ćwierćfinał                            |

## Drabinka
|  |                         |                         |                         |                         |   |   |                         |                         |           |                      |                      |                   |                   |                   |       |       |
|  | Ćwierćfinały            | Ćwierćfinały            | Ćwierćfinały            | Ćwierćfinały            |   |   | Półfinały               | Półfinały               | Półfinały | Półfinały            | Półfinały            |                   |                   | Finał             | Finał | Finał |
|  | Ćwierćfinały            | Ćwierćfinały            | Ćwierćfinały            | Ćwierćfinały            |   |   | Półfinały               | Półfinały               | Półfinały | Półfinały            | Półfinały            |                   |                   | Finał             | Finał | Finał |
|  |                         |                         |                         |                         |   |   |                         |                         |           |                      |                      |                   |                   |                   |       |       |
|  |                         |                         |                         |                         |   |   |                         |                         |           |                      |                      |                   |                   |                   |       |       |
|  | Amber-Arlanga Gorżdy    | Amber-Arlanga Gorżdy    | 3                       | 3                       |   |   |                         |                         |           |                      |                      |                   |                   |                   |       |       |
|  | Amber-Arlanga Gorżdy    | Amber-Arlanga Gorżdy    | 3                       | 3                       |   |   |                         |                         |           |                      |                      |                   |                   |                   |       |       |
|  | Amber Gorżdy 2          | Amber Gorżdy 2          | 0                       | 1                       |   |   |                         |                         |           |                      |                      |                   |                   |                   |       |       |
|  | Amber Gorżdy 2          | Amber Gorżdy 2          | 0                       | 1                       |   |   | Amber-Arlanga Gorżdy    | Amber-Arlanga Gorżdy    | 1         | 2                    |                      |                   |                   |                   |       |       |
|  |                         |                         |                         |                         |   |   | Amber-Arlanga Gorżdy    | Amber-Arlanga Gorżdy    | 1         | 2                    |                      |                   |                   |                   |       |       |
|  |                         |                         | Elga-Grafaitė-SC Dubysa | Elga-Grafaitė-SC Dubysa | 3 | 3 |                         |                         |           |                      |                      |                   |                   |                   |       |       |
|  | Elga-Grafaitė-SC Dubysa | Elga-Grafaitė-SC Dubysa | Elga-Grafaitė-SC Dubysa | Elga-Grafaitė-SC Dubysa | 3 | 3 | 3                       | 3                       |           |                      |                      |                   |                   |                   |       |       |
|  | Elga-Grafaitė-SC Dubysa | Elga-Grafaitė-SC Dubysa |                         |                         |   |   |                         |                         |           |                      |                      |                   |                   |                   |       |       |
|  | Alytaus Ultra           | Alytaus Ultra           | 0                       | 0                       |   |   |                         |                         |           |                      |                      |                   |                   |                   |       |       |
|  | Alytaus Ultra           | Alytaus Ultra           | 0                       | 0                       |   |   | Elga-Grafaitė-SC Dubysa | Elga-Grafaitė-SC Dubysa | 3         |                      |                      |                   |                   |                   |       |       |
|  |                         |                         |                         |                         |   |   |                         |                         |           |                      |                      |                   |                   |                   |       |       |
|  |                         |                         | Etovis Kelmė            | Etovis Kelmė            | 0 |   |                         |                         |           |                      |                      |                   |                   |                   |       |       |
|  | Sūduva Mariampol        | Sūduva Mariampol        | Etovis Kelmė            | Etovis Kelmė            | 0 | 3 | 3                       |                         |           |                      |                      |                   |                   |                   |       |       |
|  | Sūduva Mariampol        | Sūduva Mariampol        |                         |                         |   |   |                         |                         |           |                      |                      |                   |                   |                   |       |       |
|  | Vilniaus universitetas  | Vilniaus universitetas  | 1                       | 0                       |   |   |                         |                         |           |                      |                      |                   |                   |                   |       |       |
|  | Vilniaus universitetas  | Vilniaus universitetas  | 1                       | 0                       |   |   | Sūduva Mariampol        | Sūduva Mariampol        | 1         | 3                    | 2                    | Mecz o 3. miejsce | Mecz o 3. miejsce | Mecz o 3. miejsce |       |       |
|  |                         |                         |                         |                         |   |   | Sūduva Mariampol        | Sūduva Mariampol        | 1         | 3                    | 2                    | Mecz o 3. miejsce | Mecz o 3. miejsce | Mecz o 3. miejsce |       |       |
|  |                         |                         | Etovis Kelmė            | Etovis Kelmė            | 3 | 1 | 3                       |                         |           |                      |                      |                   |                   |                   |       |       |
|  | Etovis Kelmė            | Etovis Kelmė            | Etovis Kelmė            | Etovis Kelmė            | 3 | 1 | 3                       | 3                       | 3         |                      |                      |                   |                   |                   |       |       |
|  | Etovis Kelmė            | Etovis Kelmė            |                         |                         |   |   |                         |                         |           | Amber-Arlanga Gorżdy | Amber-Arlanga Gorżdy | 1                 |                   |                   |       |       |
|  | Lušis Volley Rosienie   | Lušis Volley Rosienie   | 0                       | 0                       |   |   |                         |                         |           | Amber-Arlanga Gorżdy | Amber-Arlanga Gorżdy | 1                 |                   |                   |       |       |
|  | Lušis Volley Rosienie   | Lušis Volley Rosienie   | 0                       | 0                       |   |   | Sūduva Mariampol        | Sūduva Mariampol        | 3         |                      |                      |                   |                   |                   |       |       |
|  |                         |                         |                         |                         |   |   | Sūduva Mariampol        | Sūduva Mariampol        | 3         |                      |                      |                   |                   |                   |       |       |

Źródło: 

## Rozgrywki

### Ćwierćfinały
|  | Amber-Arlanga Gorżdy | 2 – 0 | Amber Gorżdy 2 |  |

| 20.12.2022 19:00 (UTC+2) | Amber Gorżdy 2 | 0:3 (20:25, 16:25, 20:25) | Amber-Arlanga Gorżdy | Klaipėdos aps. VPK sporto salė, Gorżdy |

| 07.01.2023 15:00 (UTC+2) | Amber-Arlanga Gorżdy | 3:1 (25:15, 25:16, 25:27, 25:18) | Amber Gorżdy 2 | Klaipėdos aps. VPK sporto salė, Gorżdy |

|  | Elga-Grafaitė-SC Dubysa | 2 – 0 | Alytaus Ultra |  |

| 07.01.2023 16:00 (UTC+2) | Alytaus Ultra | 0:3 (14:25, 17:25, 19:25) | Elga-Grafaitė-SC Dubysa | Alytaus jaunimo ir suaugusiųjų mokykla, Olita |

| 08.01.2023 17:00 (UTC+2) | Elga-Grafaitė-SC Dubysa | 3:0 (25:17, 25:9, 25:13) | Alytaus Ultra | Šiaulių sporto centras "Dubysa", Szawle |

|  | Sūduva Mariampol | 2 – 0 | Vilniaus universitetas |  |

| 17.12.2022 14:00 (UTC+2) | Vilniaus universitetas | 1:3 (22:25, 25:21, 15:25, 18:25) | Sūduva Mariampol | VU Sveikatos ir sporto centras, Wilno |

| 07.01.2023 12:30 (UTC+2) | Sūduva Mariampol | 3:0 (25:21, 25:22, 25:19) | Vilniaus universitetas | Marijampolės sporto centro sporto salė, Mariampol |

|  | Etovis Kelmė | 2 – 0 | Lušis Volley Raseiniai |  |

| 07.01.2023 18:00 (UTC+2) | Lušis Volley Rosienie | 0:3 (13:25, 24:26, 15:25) | Etovis Kelmė | Raseinių kūno kultūros ir sporto centras, Rosienie |

| 08.01.2023 14:00 (UTC+2) | Etovis Kelmė | 3:0 (25:14, 25:13, 25:18) | Lušis Volley Rosienie | Kelmės sporto centras, Kielmy |

### Półfinały
|  | Amber-Arlanga Gorżdy | 0 – 2 | Elga-Grafaitė-SC Dubysa |  |

| 15.01.2023 17:00 (UTC+2) | Elga-Grafaitė-SC Dubysa | 3:1 (25:15, 25:20, 20:25, 25:13) | Amber-Arlanga Gorżdy | Šiaulių sporto centras "Dubysa", Szawle Sędziowie: Vusal Guseinov i Dainius Kučinskas |

| 21.01.2023 15:00 (UTC+2) | Amber-Arlanga Gorżdy | 2:3 (29:27, 23:25, 19:25, 25:21, 14:16) | Elga-Grafaitė-SC Dubysa | Klaipėdos aps. VPK sporto salė, Gorżdy Sędziowie: Steponas Narvydas i Tomas Kasperaitis |

|  | Sūduva Mariampol | 1 – 2 | Etovis Kelmė |  |

| 14.01.2023 17:00 (UTC+2) | Sūduva Mariampol | 1:3 (18:25, 21:25, 25:20, 19:25) | Etovis Kelmė | Marijampolės sporto centro sporto salė, Mariampol Sędziowie: Audrius Gargasas i Artūras Sidaras |

| 15.01.2023 14:00 (UTC+2) | Etovis Kelmė | 1:3 (25:19, 17:25, 18:25, 24:26) | Sūduva Mariampol | Kelmės sporto centras, Kielmy Sędziowie: Dainius Kučinskas i Vusal Guseinov |

| 21.01.2023 14:00 (UTC+2) | Sūduva Mariampol | 2:3 (24:26, 25:16, 16:25, 25:21, 16:18) | Etovis Kelmė | Marijampolės sporto centro sporto salė, Mariampol Sędziowie: Gustas Pultarackas i Artūras Sidaras |

### Mecz o 3. miejsce
| 28.01.2023 13:00 (UTC+2) | Amber-Arlanga Gorżdy | 1:3 (25:21, 22:25, 23:25, 21:25) | Sūduva Mariampol | Klaipėdos aps. VPK sporto salė, Gorżdy Widzów: 110 Sędziowie: Sergej Rodin i Audrius Gargasas |

### Finał
| 28.01.2023 16:00 (UTC+2) | Elga-Grafaitė-SC Dubysa | 3:0 (25:22, 25:23, 25:22) | Etovis Kelmė | Klaipėdos aps. VPK sporto salė, Gorżdy Widzów: 120 Sędziowie: Audrius Gargasas i Sergej Rodin |